# Aglaonema nebulosum
Aglaonema nebulosum är en kallaväxtart som beskrevs av Nicholas Edward Brown. Aglaonema nebulosum ingår i släktet Aglaonema och familjen kallaväxter.

## Underarter
Arten delas in i följande underarter:
- A. n. nanum
- A. n. nebulosum